# Burletta
Burletta – rodzaj krótkiej opery z elementami burleski.
Gatunek narodził się w XVIII wieku w Anglii jako próba obejścia prawa przez małe teatry. Formy, które składały się z trzech aktów i w którym śpiewano przynajmniej pięć piosenek, uznawane były za burlettę, dzięki czemu mogły być wystawiane poza teatrami mającymi monopol na sztuki teatralne. Dlatego też w formie burletty wystawiano nawet przeróbki sztuk Williama Szekspira.